# Selenicereus
Genre
Classification phylogénétique
Selenicereus est un genre botanique de la famille des Cactaceae. 
C'est le genre des « Cierge de Sélène », du grec Séléné, déesse grecque de la lune et cereus, « cierge » en référence à l’ouverture nocturne des fleurs.
Les Selenicereus sont des cactus épiphytes ou lithophytes, grimpant le long des troncs d’arbres à l’aide de racines aériennes. Leurs fleurs sont appelées "Reines-de-la-Nuit". 
Ils ont des tiges cylindriques, fines et sarmenteuses, ramifiées ayant de 2 à 8 côtes (polygonales) et mesurant 5 mètres de long et plus. Les tiges comportent des côtes et des racines aériennes, des aréoles avec de courtes épines radiales.
Leur floraison est généralement nocturne et a lieu en été, avec des fleurs de grande taille (de 12 à 40 cm de diamètre) aux pétales externes longs et fins, avec la présence d'épines le long du tube floral. La fleur ne s'ouvre qu'une fois, de la nuit à l'aube, en exhalant un parfum puissant.
Leurs fruits sont sphériques ou ovoïdes, charnus et épineux, le plus souvent de couleur rouge. Le fruit de Selenicereus megalanthus est connu sous le nom de pitaya jaune.

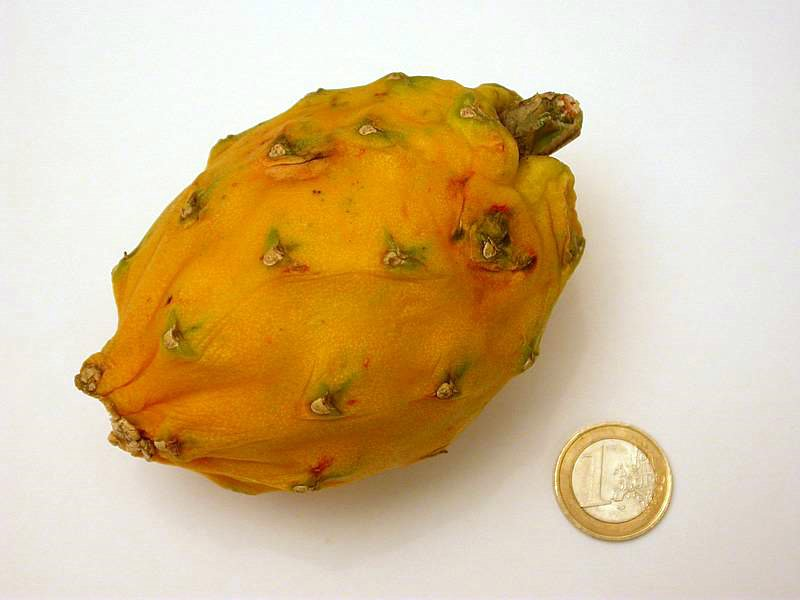
Selenicereus megalanthus.
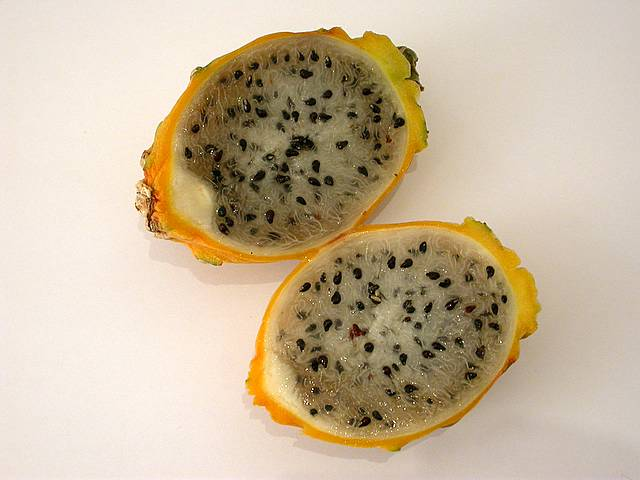
Graines du Pitaya jaune.

## Histoire
L'origine exacte des Selenicereus est inconnue mais ils viennent probablement du Mexique, du Brésil ou des Grandes Antilles. Il a été naturalisé dans de nombreux pays tropicaux.
Cette plante (cactus) était la préférée de la reine de France Marie-Antoinette.

## Taxonomie
Le genre Selenicereus se divise en 5 sections : 
- Cryptocereus Alexander
- Deamia Britton & Rose
- Marniera Backeb.
- Mediocactus Britton & Rose
- Strophocactus Britton & Rose

### Espèces
- Selenicereus atropilosus
- Selenicereus boeckmannii
- Selenicereus chontalensis'

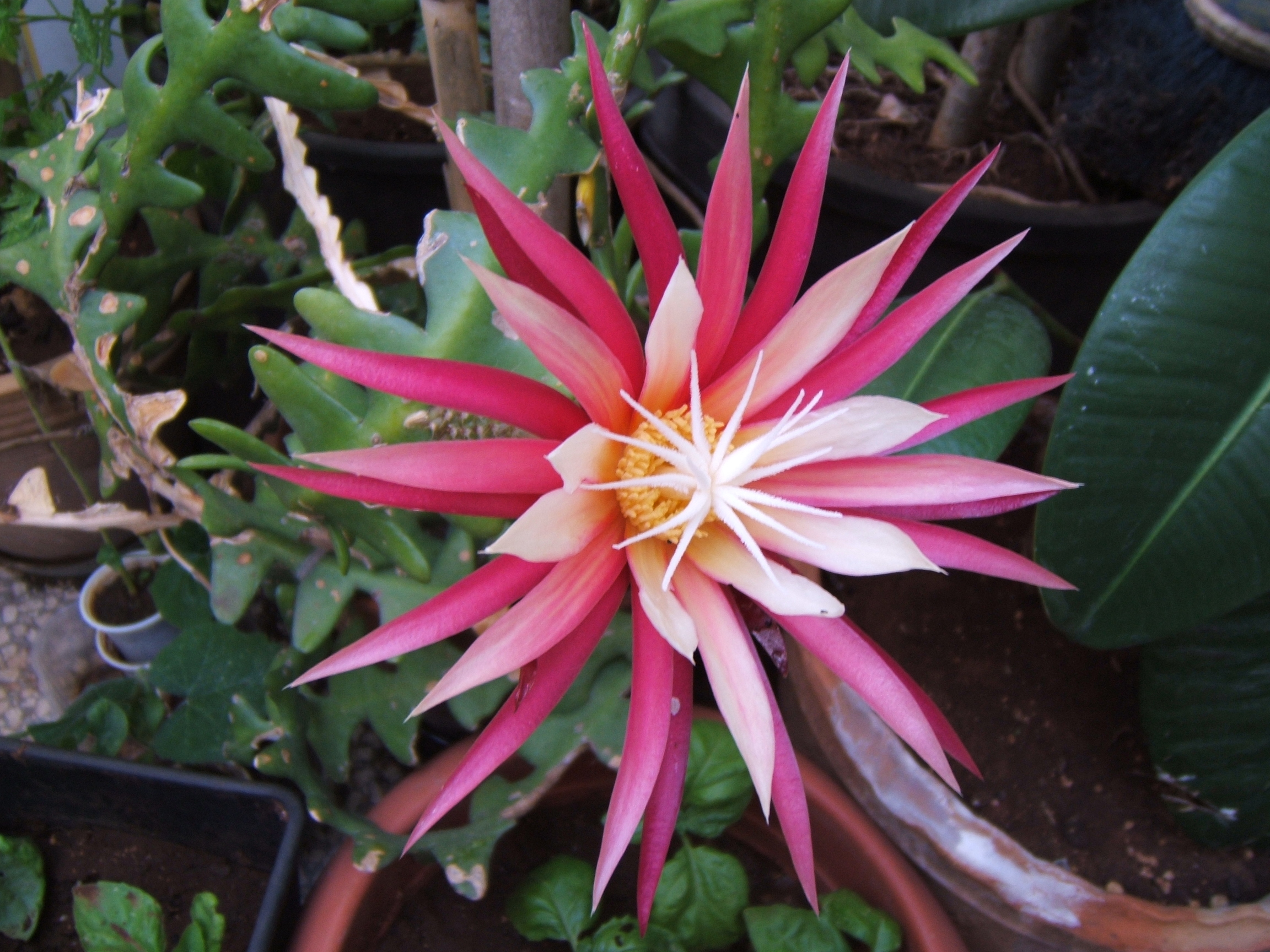
Selenicereus anthonyanus.

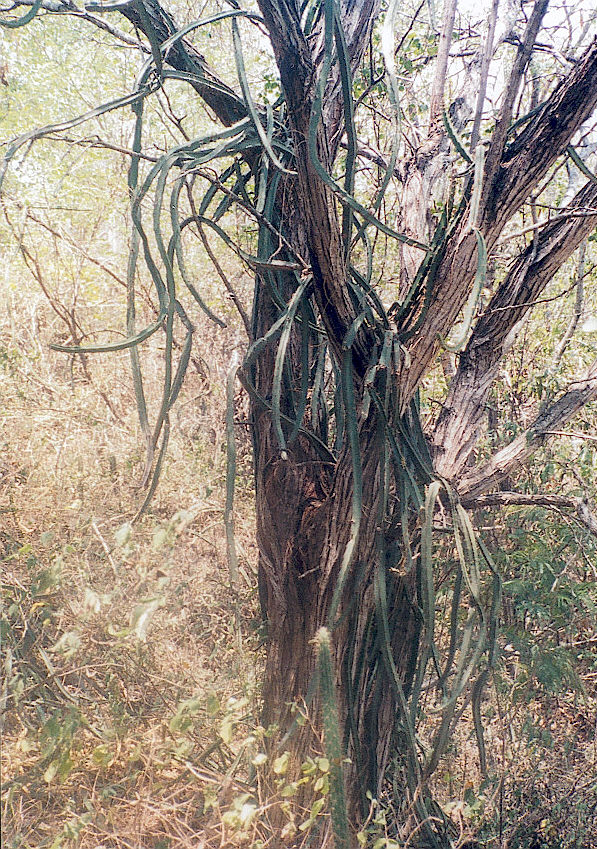
Vue générale de Selenicereus urbanianus.

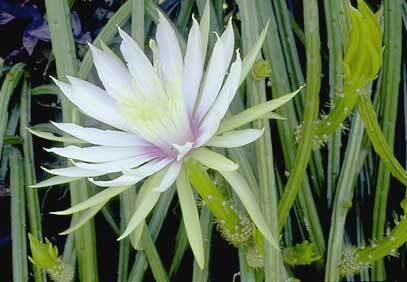
Selenicereus werklei.

- Selenicereus coniflorus (Weingart) Britt. et Rose
- Selenicereus donkelaarii
- Selenicereus grandiflorus (L.) Britt. et Rose (appelé aussi Cierge à grandes fleurs) -Tiges avec au moins 7 côtes, à fleurs blanches
- Selenicereus hallensis
- Selenicereus hamatus
- Selenicereus inermis
- Selenicereus innesii M.Kimnach
- Selenicereus macdonaldiae -  semblable à Selenicereus grandiflorus, mais avec des fleurs plus grandes
- Selenicereus megalanthus - Pitaya jaune
- Selenicereus murrillii
- Selenicereus nelsonii
- Selenicereus pteranthus (Link ex A.Dietr.) Britt. et Rose - tiges à 5 côtes et rougissent au soleil
- Selenicereus setaceus
- Selenicereus spinulosus (DC.) Britt. et Rose
- Selenicereus testuto
- Selenicereus tricae
- Selenicereus urbanianus
- Selenicereus vagans
- Selenicereus werklei
- Selenicereus wittii

Certains taxonomistes pensent aujourd'hui que le genre Selenicereus devrait être fusionné avec le genre Hylocereus.

## Culture
La culture est facile à très difficile selon les espèces. La reproduction se fait par bouturage de tiges. La culture par semis est plus délicate.
Les selenicereus ont besoin de place, de chaleur (hiver entre 10 et 13 °C) et d'une humidité naturelle ambiante (vaporisation). Le soleil direct est à éviter. 
La floraison est magnifique.

## Utilisation

### Pharmacopée
Selenicereus grandiflorus est cultivé à grande échelle par l'industrie pharmaceutique pour en extraire un substitut de la digitaline (tonicardiaque).